# Nemertesia pinnatifida
Nemertesia pinnatifida is een hydroïdpoliep uit de familie Plumulariidae. De poliep komt uit het geslacht Nemertesia. Nemertesia pinnatifida werd in 2003 voor het eerst wetenschappelijk beschreven door Vervoort & Watson. 